# Ruses flygplats
Sjtrklevo (bulgariska: Letishte Ruse, Shtraklevo, Летище Русе, Щръклево) är en flygplats i Bulgarien.   Den ligger i regionen Razgrad, i den nordöstra delen av landet, 250 km öster om huvudstaden Sofia. Sjtrklevo ligger 178 meter över havet.
Terrängen runt Sjtrklevo är platt. Runt Sjtrklevo är det ganska glesbefolkat, med 31 invånare per kvadratkilometer.. Närmaste större samhälle är Ruse, 19,2 km norr om Sjtrklevo.
Trakten runt Sjtrklevo består till största delen av jordbruksmark.